# シャーロト・ドュジャーデーン

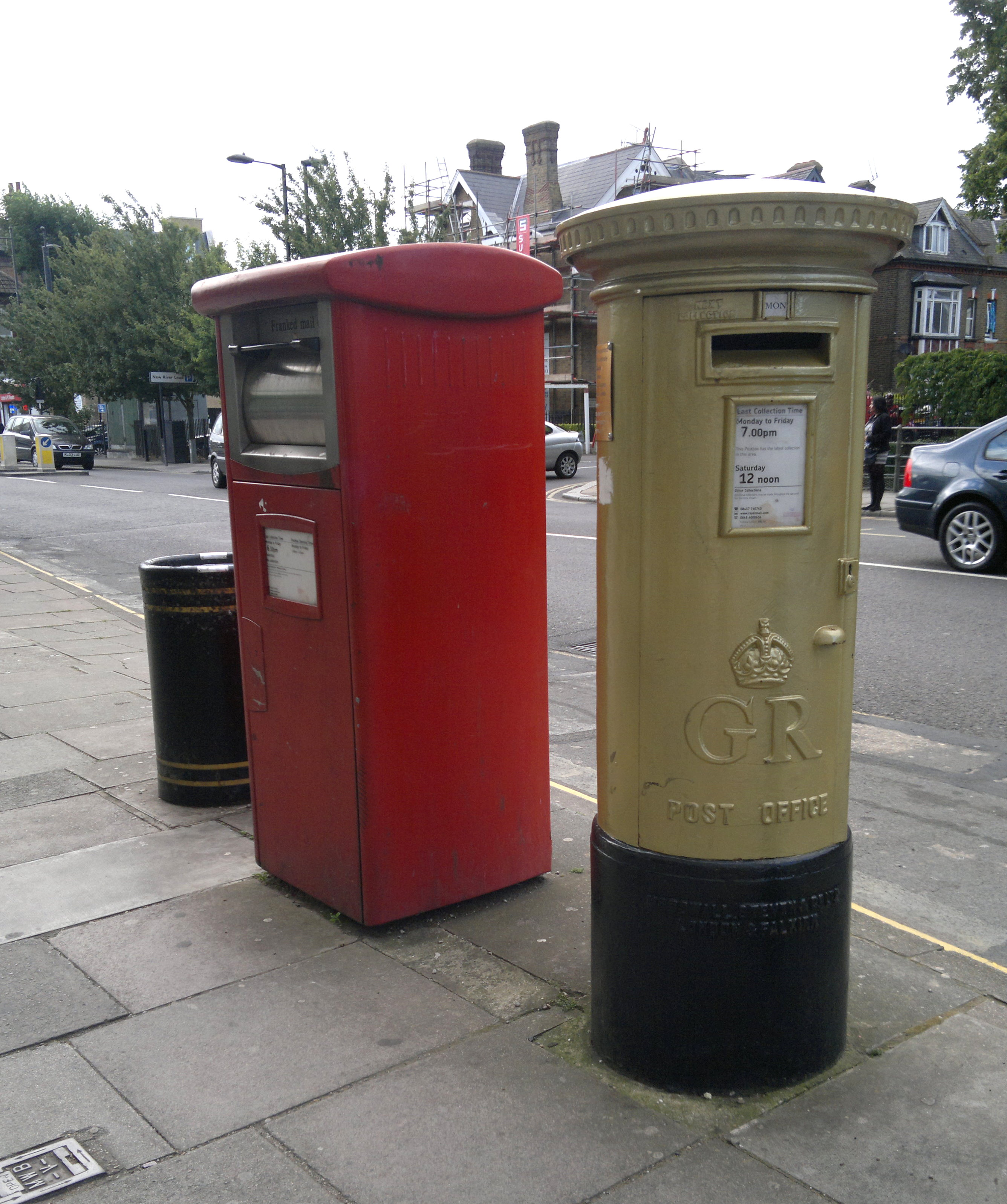
イギリスEnfieldにあるシャーロト宛の金色のポスト.

シャーロト・ドュジャーデーン（英語：Charlotte Susan Jane Dujardin, 1985年7月15日 - )はイギリスの馬場馬術選手・作家。
2020年東京オリンピック大会にイギリス代表選手として参加した。2021年7月27日馬場馬術競技の団体競技にてイギリス代表選手として銅メダルを獲得、同7月28日個人競技でも銅メダルを獲得した。
イギリスにおいて乗馬スポーツで最も成功した選手にたとえられる。愛馬Valegroと数々のメジャー大会を連覇し全ての馬場馬術のメジャータイトルを獲得した上、世界記録を持つ。イギリス代表選手としてオリンピック馬場馬術とEuropean Team Dressage championshipsおいてイギリス団体チームの優勝に貢献している。
愛馬Valegroの引退に伴い、幾頭かの新しい馬に騎乗した。9歳牝馬のMount St John Freestyleと参加した世界馬術選手権2018 FEI World Equestrian GamesとGrand Prix Spécialの両大会おいて団体と個人競技で銅メダルを獲得した。

## 幼少から青年期
ロンドンのインフィールド地区で生まれ, 2歳の時に乗馬をはじめた。3歳でポニークラブの障害飛越競技で2位になった。そのような中で母親が乗馬を継続して行けるようポニー馬を売買して贖った。幼少期に、学習障害の一種のディスレクシアと診断を受けている。青年期にはイギリス国内のHorse of the Year Showにおいて4回、All England Jumping Course at Hicksteadにおいて3回勝者となっている。

## 経歴
トレーナーだったDebbie Thomasと出会ってから馬場馬術に転出、イギリスの馬場馬術オリンピック金メダリストのカール・ハスラーのもとで働きながら才能を見いだされた。
2011年ハスラーらによって後の愛馬になるValegroをあてがわれ、国際大会に初参加した。馬との相性がよくオランダのロッテルダムで開かれたEuropean Dressage Championshipで金メダル、同じ2011年ロンドンで行われたFEIワールドカップグランプリで優勝した。
2012年には2012 World Cup freestyle eventにおいてスコア87.875%で優勝し、2015年4月19日アメリカ合衆国ネバダ州ラスベガスで開催されたthe FEI World Cupでは最終日の競技でスコア94.169%という成績で優勝した。これにより国際メジャータイトルを同じ馬に騎乗して4連覇するというかつてなかった記録を成し遂げた。  
2013年のFEI国際馬術連盟のベスト アスリート アワード（Best Athlete Award)に選ばれた。
2019年のEuropian Dressage Championshipへ（馬名）Mount St John Freestyleに騎乗して参加した。団体競技において一時銀メダルが確定したが馬の左ひばら部に潜血が認められたため4位になった。個人競技で銀メダルを獲得している。
東京2020オリンピックの後2021年9月ドイツのハーゲンで行われたEuropian Dressage Championshipにおいて（馬名）Gioに騎乗して参加、団体競技で銀メダル、そして個人競技で銅メダルを獲得した。同年12月17日イギリスのLondon International Horse Show開催中行われたDressage World Cupにおいてフリースタイルで金メダルを獲得した。

### オリンピック
2012年のロンドンオリンピックにイギリス代表選手としてValegroと共に出場し、同年8月7日馬場馬術競技の団体金メダルを獲得、さらに2日後にスコア90.089%を得て馬場馬術競技の個人金メダルを獲得した。
Valegroと2016年リオデジャネイロオリンピックでは団体と個人のイギリス代表選手として出場し、馬場馬術競技の個人金メダルを獲得し前回のオリンピック含め金メダル連覇を成し遂げた。この大会でイギリスは馬場馬術競技の団体銀メダルを獲得している。
2016年12月14日にValegroをリタイアさせ、ペアを解消した。
BOAは2021年7月2日(馬名)Gioとペアでイギリス代表の馬場馬術競技選手として東京2020オリンピック大会馬場馬術競技に出場することを発表した。ペアとして騎乗したGioはDutch Wormblood種の栗毛で10歳の騸馬だった。その結果、同年7月27日 団体競技において銅メダルを獲得、同年同月28日個人競技でも銅メダルを獲得した。この時点でイギリス代表の女子オリンピック選手として過去三大会を合わせて最多6個のメダルを有している。
しかし2024年パリ大会直前になって不適切行為があったとして代理人からFEIに出場辞退を申し出た。

## 国際大会成果
| 2011 | European Championships | Valegro                  | 78.830% | 金メダル | Team                 |
| 2011 | European Championships | Valegro                  | 76.548% | 6th      | Individual Special   |
| 2011 | European Championships | Valegro                  | 79.357% | 9th      | Individual Freestyle |
| 2012 | Olympic Games          | Valegro                  | 83.663% | 金メダル | Team                 |
| 2012 | Olympic Games          | Valegro                  | 90.089% | 金メダル | Individual           |
| 2013 | European Championships | Valegro                  | 85.942% | 銅メダル | Team                 |
| 2013 | European Championships | Valegro                  | 85.699% | 金メダル | Individual Special   |
| 2013 | European Championships | Valegro                  | 91.250% | 金メダル | Individual Freestyle |
| 2014 | World Cup Final        | Valegro                  | 92.179% | 金メダル |                      |
| 2014 | World Equestrian Games | Valegro                  | 85.271% | 銀メダル | Team                 |
| 2014 | World Equestrian Games | Valegro                  | 86.120% | 金メダル | Individual Special   |
| 2014 | World Equestrian Games | Valegro                  | 92.161% | 金メダル | Individual Freestyle |
| 2015 | World Cup Final        | Valegro                  | 94.196% | 金メダル |                      |
| 2015 | European Championships | Valegro                  | 83.029% | 銀メダル | Team                 |
| 2015 | European Championships | Valegro                  | 87.577% | 金メダル | Individual Special   |
| 2015 | European Championships | Valegro                  | 89.054% | 金メダル | Individual Freestyle |
| 2016 | Olympic Games          | Valegro                  | 85.071% | 銀メダル | Team                 |
| 2016 | Olympic Games          | Valegro                  | 93.857% | 金メダル | Individual           |
| 2018 | World Equestrian Games | Mount St. John Freestyle | 77.764% | 銅メダル | Team                 |
| 2018 | World Equestrian Games | Mount St. John Freestyle | 81.489% | 銅メダル | Individual Special   |
| 2019 | European Championships | Mount St. John Freestyle | EL      | 4th      | Team                 |
| 2019 | European Championships | Mount St. John Freestyle | EL      | 66th     | Individual           |
| 2021 | Olympic Games          | Gio                      | 79.544% | 銅メダル | Team                 |
| 2021 | Olympic Games          | Gio                      | 88.543% | 銅メダル | Individual           |
| 2021 | European Championships | Gio                      | 79.829% | 銀メダル | Team                 |
| 2021 | European Championships | Gio                      | 87.246% | 銅メダル | Individual           |

## 作家活動
2018年3月27日にTrafalgar Square Books社から"The Girl on the Dancing Horse: Charlotte Dujardin and Valegro"を出版した。